# Oryctoderus latitarsis
Oryctoderus latitarsis är en skalbaggsart som beskrevs av Jean Baptiste Boisduval 1835. Oryctoderus latitarsis ingår i släktet Oryctoderus och familjen Dynastidae. Inga underarter finns listade i Catalogue of Life.